# Österreichische Eishockey-Meisterschaft 1945/46
Die Saison 1945/46 war die 17. Austragung der österreichischen Eishockey-Meisterschaft, die vom ÖEHV organisiert wurde. Aufgrund der Kriegsfolgen waren viele Spieler noch nicht aus der Kriegsgefangenschaft zurückgekehrt, so dass ausschließlich Wiener Mannschaften für die Meisterschaft gemeldet hatten. Die österreichische Meisterschaft gewann der EK Engelmann Wien.

## Qualifikation
| 26. Januar 1946 14:00 Uhr | Eisenbahn Fiala | 1:5 (0:2, 1:2, 0:1) | Post SV Josef Pecanka (2) Jank Haider Alois Pecanka | Merkur-Platz, Wien |

| 27. Januar 1946 7:00 Uhr | Straßenbahn | 15:1 | Eisenbahn | WEV-Platz, Wien |

| 27. Januar 1946 | WAT Favoriten | 0:9 | Post SV |  |

| 28. Januar 1946 20:45 Uhr | WAT Favoriten | 0:25 (0:9, 0:4, 0:12) | Straßenbahn | WEV-Platz, Wien |

| 30. Januar 1946 | Straßenbahn | 5:2 (1:0, 0:1, 4:1) | Post SV |  |

| 7. Februar 1946 | Eisenbahn | 10:0 | WAT Favoriten |  |

| Pl. |                    | Sp | S | U | N | Tore  | Punkte |
| 1.  | Straßenbahnersport | 3  | 3 | 0 | 0 | 45:3  | 6      |
| 2.  | Post SV            | 3  | 2 | 0 | 1 | 16:6  | 4      |
| 3.  | Eisenbahnersport   | 3  | 1 | 0 | 2 | 12:20 | 2      |
| 4.  | WAT Favoriten      | 3  | 0 | 0 | 3 | 0:44  | 0      |

Abkürzungen: Pl. = Platz, Sp = Spiele, S = Siege, U = Unentschieden, N = Niederlagen
Erläuterungen: Qualifikation für die Finalrunde 

## Finalrunde
Halbfinale
| 5. März 1946 19:45 | EK Engelmann Hans Schneider (5) Oskar Nowak (4) Friedrich Walter (2) Franz Zehetmayer (2) Herbert Föderl (2) Helfried Winger Franz Csöngei Glück | 18:2 (5:0, 7:0, 6:2) Spielbericht | Post SV Alois Pecanka Josef Pecanka | WEV-Platz, Wien Zuschauer: 300 |

| 6. März 1946 19:45 | Straßenbahn Artmann Weigl | 2:0 (0:0, 0:0, 2:0) | Wiener EV | WEV-Platz |

Spiel um Platz 3
| 14. März 1946 17:30 Uhr | Wiener EV Wasservogel (2) Travnicek (2) Willibald Stanek Eigentor | 6:3 (0:2, 3:0, 3:1) Spielbericht | Post SV Josef Pecanka Robert Pecanka Knoll | WEV-Platz, Wien Zuschauer: 3.000 |

Finale
| 14. März 1946 19:00 | EK Engelmann Wien Franz Zehetmayer Franz Csöngei Friedrich Walter Herbert Föderl August Specht (Eigentor) | 5:4 (2:3, 1:1, 2:0) Spielbericht | Straßenbahner Hafner (2) August Specht (2) | WEV-Platz, Wien Zuschauer: 3.000 |

Der EK Engelmann wurde damit der erste österreichische Meister nach dem Zweiten Weltkrieg.

## Meisterkader des EK Engelmann
| Österreichischer Meister EK Engelmann | Franz Csöngei, Fritz Walter, Herbert Föderl, Hans Schneider, Franz Zehetmayer, Rudolf Wurmbrand, Helfried Winger, Oskar Nowak |